# Jordi Frades
Jordi Frades (Barcelona, 10 de novembre de 1961) és un director de cinema i de televisió català.
Els seus primers treballs estaven relacionats amb la televisió catalana, dirigint l'any 1994 nombrosos capítols de la primera telenovel·la en català de TV3, anomenada Poblenou. Altres sèries catalanes de les quals va dirigir alguns capítols van ser Oh, Espanya! (1996-97), El joc de viure (1997), Estació d'enllaç (1994-99), La memòria dels Cargols (1999), Crims (2000), Jet Lag (2001-2003), De moda (2004), la sèrie gallega Maridos e mulleres (2006), El cor de la ciutat (2005-2007) i el telefim Laia, el regal d'aniversari (1995).
Va fer un pas a la indústria estatal amb la miniserie La bella Otero (2008) i sobretot amb La Señora (2008-2010). Va continuar els seus treballs dirigint 14 de abril. La República (2011) i finalment va arribar a la fama amb la sèrie Isabel (2011-2014), dirigida per ell.
Al febrer de 2016 es va estrenar amb la seva primera pel·lícula, La corona partida, que és una seqüela de la sèrie Isabel i una preqüela de la sèrie Carlos, rey emperador, situant-se cronològicament com a nexe entre ambdues. Des del 27 de gener de 2017 és el director de continguts de Diagonal TV. El maig de 2018 es va estrenar la sèrie La catedral del mar, dirigida per ell, basada en l'obra literària homònima, a Antena 3, TV3 i Netflix.

## Premis
- Al 2012 va guanyar el premi a Millor director dels Premis Iris.
- Al 2013 va rebre el premi a Millor director dels Premi ACE (Nova York).
- Al 2014 va tornar a aconseguir el guardó a Millor director dels Premis Iris.[5]